# Nery Medina
Nery Olvin Medina Norales (Santa Rosa de Aguán, 5 agosto 1981) è un ex calciatore honduregno, di ruolo difensore.